# T：kort

t:kort是在挪威特伦德拉格郡用于乘坐公共交通旅行的数字车票。自2008年实施后，t:kort是该地区唯一有效的票务系统，适用于公共汽車、客车、有軌電車、渡輪和特伦德拉格通勤铁路。t:kort门票大小与信用卡相仿，可以单独收费或按月收费。 